# Funahashi
Funahashi (舟橋村, Funahashi-mura) est un village du district de Nakaniikawa, dans la préfecture de Toyama, au Japon.

## Géographie

### Situation
Le village de Funahashi est situé dans le nord de la préfecture de Toyama, sur l'île de Honshū, au Japon. Il jouxte la limite nord-est de Toyama, capitale préfectorale.

### Démographie
Lors du recensement national de 2015, la population de Funahashi s'élevait à 2 982 habitants répartis sur une superficie de 3,47 km2. Devenant au cours des années 2000 une ville-dortoir pour une partie de la population active de la ville voisine de Toyama, le village connaît un accroissement démographique continu depuis le début du XXe siècle (38,5 % de 2000 à 2015).

## Transports
Funahashi est desservi par la ligne principale de la Toyama Chihō Railway à la gare de Terada.